# Cosăuți, Soroca
Cosăuți este satul de reședință al comunei cu același nume  din raionul Soroca, Republica Moldova.

## Istorie
Pe o piatră comemorativă din localitatea Sjonhem, de pe insula Gotland (Suedia), din secolul al XI-lea, se pomenește că varegul Rodfos, probabil o căpetenie vikingă, „a fost omorât de vlahi (blakumen) în timpul călătoriei în străinătate”. Cel mai probabil evenimentul a avut loc la un prag (probabil Cosăuți) al Nistrului în drumul de la varegi la greci, când varegii trebuiau să aducă bărcile la mal pentru a trece de praguri.
Satul Cosăuți a fost menționat documentar pentru prima dată în 1517:
„Din mila lui Dumnezeu, noi Bogdan voievod, domn al Țării Moldovei. Facem cunoscut cu această carte a noastră tuturor celor ce o vor vedea sau o vor auzi citindu-se, că a venit înaintea noastră și înaintea boierilor noștri moldoveni Tațea, fiica lui pan Dărman, nepoata lui Calian și vara ei Sofica, fiica Marenei, cneaghina lui Petriman, nepoata Taței și vara ei Nastea și sora ei Marena și Urâta și Sofica și Badeanca și fratele lor Ion și sluga noastră Duma Grada și fratele lui, Vaniul și surorile lor Neagșa și Nastea, fiii Vasutcăi și vara lor Tudora, fiica Anușcăi, cneaghina lui Mânjea și nepotul ei de soră Petrică și surorile lor Sofica și Tudora și Marena și Urâta, toții fiii lui Ivanco Hanco toți nepoții lui Călian, de bună voia lor, nesiliți de nimeni, nici asupriți și au vândut dreapta lor ocină, un sat anume Soloneț și cu mori la Soloneț, din privilegiile pe cari le-a avut părintele domniei mele, Ștefan voievod, dela înaintașii noștri pe acest mai sus scris sat, anume Soloneț, și cu mori la Soloneț, credinciosului nostru pan Luca Arbure portar de Suceava, pentru 1680 de zloți tătărești.

...

Căci schimbat părintele domniei mele, Ștefan voievod, cu neamurile mai sus scrise acest sat mai sus scris, anume Soloneț, și cu mori la Soloneț. Iar neamurile sus scrise, anume Tațea, fiica lui pan Dărman, ... [sunt enumerați deținătorii de ocină de mai sus]... și toți nepoții lui Calian, au dat în schimb părintelui domniei mele, Ștefan voievod, pentru acest sat mai sus scris, anume Soloneț și cu mori la Soloneț, dreptele lor ocine din privilegiul bunicului lor Calian pe care l-a avut el dela înaintașii noștri, anume satele Cosaceuții, Tricinți și Strijacouți. Schimbând și întocmind, părintele domniei mele Ștefan voievod a întors aceste spuse trei sate, anume Cosaceuții, Tricinți și Strijacouți, ca să asculte de cetatea noastră, de Soroca.

...

Și pentru mai mare putere și întărire a tuturor celor mai sus scrise, am poruncit credinciosului nostru pan Totrușan logofăt să scrie și să atârne pecetea noastră la această carte a noastră.

A scris Dumșa Cozmovici la Hârlău, în anul 7025 <1517> Ianuarie 17 zile.”
Totuși, din document se observă că satul este mult mai vechi, existând din timpul lui Ștefan cel Mare.

## Geografie
În preajma satului, sunt amplasate două arii protejate din categoria monumentelor naturii de tip geologic sau paleontologic: pragurile Nistrului și aflorimentul de gresii și granit de la Cosăuți. Tot în preajmă se întinde rezervația peisagistică Cosăuți.

## Demografie

### Structura etnică
Structura etnică a satului conform recensământului populației din 2004:
| Grup etnic         | Populație | % Procentaj |
| ------------------ | --------- | ----------- |
| Moldoveni / Români | 2.687     | 98,46%      |
| Ruși               | 26        | 0,95%       |
| Ucraineni          | 13        | 0,48%       |
| Alții              | 3         | 0,11%       |
| Total              | 2.729     | 100%        |

## Personalități
- Inochentie Levizor (1875–1917), călugăr ortodox țarist, fondatorul mișcării religioase cunoscute sub numele de Inochentism.

- Eugen Păpușoi, 26 august1936, doctor habilitat în medicină, profesor universitar, autor a 22 de cărți, fost deputat în parlament RM, Om emerit, ordinul „Gloria Muncii” ș.a. distincții.[necesită citare]
- Timofei Păpușoi,16 iunie 1911, doctor în științe agricole.[necesită citare]
- Nicolae Raevschi, 29 decembrie1929, doctor habilitat în filologie, profesor la Universitate Pedagogică de Stat „Ion Creangă”.[necesită citare]
- Simion Raevschi, anul 1941, doctor în științe tehnice, expert în mitrologie.[necesită citare]
- Zinaida Raevschi, 12 septembrie 1935, doctor în pedagogie, autoare de manuale.[necesită citare]
- Mihail Raevschi,16 iulie 1934, doctor în științe medicale, profesor universitar.[necesită citare]
- Victor Zagaievschi, pictor, fondatorul școlii de pictură din Cosăuți.[necesită citare]
- Gheorghe Munteanu, 9 octombrie 1935, doctor în chimie.[necesită citare]
- Sergiu Gîtlan, născut 1941, pedagog iscusit.[necesită citare]
- Alexei Andrievschi, 15 ianuarie 1950, diplomat, Ambasador extraordinar și plenipotențial al RM în Ungaria.[necesită citare]
- Sergiu Andrievschi, 17 februarie 1941, doctor în științe tehnice, profesor la Universitatea Tehnică a Moldovei.[necesită citare]
- Valentina Ciobanu, n. anul 1959, doctor în filologie, lector superior la Universitatea Pedagogică de Stat „Ion Creangă.[necesită citare]
- Nagacevschii Viorica, notar privat, textier. Născută la 13 decembrie1968, în satul Cosăuți, raionul Soroca. A absolvit Universitatea de Stat din Moldova, Facultatea de Litere, Facultatea de Drept. Scrie versuri care sunt puse pe versuri de V. Dani.  A scris textul imnului orașului Soroca, textul imnului ,,VIP” de la ,,Antena C”. In 2010 a lansat și o fundație care îi poată numele. Care are tendința de a informa și a ajuta societatea să se descurce în multe situați noi care apar .pe par-cursul vieții. Premii distincții: ,,Vip-2004” - cel mai destins cuplu al anului, Diploma pentru autor de scenariu „Mărțișor 2005”. Are publicate trei volume de versuri.[necesită citare]
- Popov Mihail, Doctor în chimie. S-a născut la 23 decembrie 1931, în satul Cosăuți, județul Soroca. Du-pă absolvirea școlii primare din sat se înscrie la Liceul Tehnic Agricol ,,Ștefan cel Mare” din Soroca, Facultatea de Chimie a Universității de Stat Din Moldova. Activează în calitate de asistent, lector superior, conferențiar. A publicat peste 80 de lucrări științifice, a tradus din limba rusă doua manuale pentru cursurile preuniversitare. În anul 1974 susține teza de doctor în chimie. Lucrează în calitate de profesor de chimie la Institutul Național al Industriei Ușoare din orașul Boumerdes,(Algeria).[necesită citare]
- Lozan Aurel, colaborator științific superior, doctor în biologie, specialist în entomologie și protecția biologică a plantelor.  Născut la 6 noiembrie 1969, în satul Cosăuți, raionul Soroca. Își face studiile la Facultatea de Biologie și Pedagogie a Universității de Stat din Moldova. Activează ca colaborator științific în Laboratorul de Entomologie al A.S.M. Profilul cercetărilor este sistematica, ecologia și diversitatea himenopterelor parazitare în biocenozele naturale și agrocenoze. Cu scopuri de cercetare a avut stagieri în Cehia și Rusia. Au fost descrise 2 specii noi pentru știință. Rezultatele sunt publicate în cca. 30 lucrări științifice. A publicat două ghiduri de pregătire aprofundată pentru studenți și doctoranzi. Este au-tor și coautor al multor articole științifice, publicate în Moldova și România.[necesită citare]
- Oprea Vasile, lector superior, conferențiar universitar. S-a născut la 19 octombrie 1943 în satul Cosăuți, județul Soroca. Studii: Facultatea de Chimie a Universității din Moldova. Își începe activitatea pedagogică în 1966 în calitatea de profesor de chimie la școala medie din s. Costuleni, Ungheni. 1967 - demobilizarea din rândurile Armatei Sovieticel967 - asistent la Catedra chimie generală a Universității de Stal de Medicină și Farmacie „N. Testemițanu”, apoi lector, lector superior, conferențiar universitar.[necesită citare]
- Tașnic Maria, solistă de prima mărime. Născută la 28 august1926, în satul Cosăuți, raionul Soroca. Este solistă la Capela Corală ,,Doina” a Filarmonicii de Stat din Chișinău. A cântat ca solistă de prima mărime la Teatrul de Operă și Balet, în Studioul de operă a Filarmonicii. Poartă titlul onorific de Artistă Emerită a Republicii Moldova, este deputat în Sovietul orășenesc Chișinău. Este menționată cu ordinul ,,Insigna de onoare „cu Diploma Prezidiumului Sovietului Suprem al R.S.S.M și cu diplome ale Ministerului Culturii al R.S.S.M.[necesită citare]
- Ambros Tudor, doctor în științe tehnice, conferențiar universitar, șef Catedra Electromecanică  . Născut la 26 iulie 1938,in satul Cosăuți, județul Soroca. Absolvent al Institutului Politehnic din Chișinău. Profesor universitar. Președinte de Onoare al Societății Culturale Cetate Soroca. Membru de Onoare al Academiei de Științe Tehnice din România.[necesită citare]
- Zagaevschi Alexei, Istoric. Născut la 22 iunie 1937 în s. Cosăuți, r-l Soroca. Studii: Universitatea de Stat din RM, Facultatea de istorie. Experiența profesională: Președinte al Sovietului sătesc Vădeni. Șef de secție Muzeul Gloriei Militare, fiind unul din fondatorii lui. Șef de Secție la Muzeul Istoric de Stat (Muzeul Național de Istorie a Moldovei)[necesită citare]
- Manea Mihai, economist. Născut la 19 iunie 1941 în s. Cosăuți, r-l Soroca. Studii: Tehnicumul financiar-economic din Chișinău, Universitatea de Stat din RM, Facultatea de economie Experiența profesională: Inspector Comisariatul Militar Republican Instructor-revizor Consiliul Sindicatelor din RM Șef al secției de revizie și control, contabil-șef Direcția Piscicolă Republicană Economist principal Ministerul Finanțelor al RM Consultant principal Direcția administrativ-financiară a Cancelariei de Stat a RM[necesită citare]
- Cojocaru Mircea. magistru în științe de mediu și politică de mediu. Născut la 4 iunie 1974 în satul Cosăuți, raionul Soroca. A absolvit școala primară din sat, își continue studiile la școala medie din Edineț, apoi la Liceul Academic din Dondușeni. Termină Universitatea de Stat din Moldova., Facultatea de Biologie  și Pedagogie, apoi face studii la Universitatea  Centrală Europeană, Universitatea din Manchester. Magistru în științe de mediu și politică de mediu. Lucrează ca: specialist hidrobiolog, inginer ecolog, coordonator de proiect ,asistent de program. În anii 2003-2005 șef de secție protecția mediului, Banca Mării Negre de Comerț și Dezvoltare, Salonic, Republica Elena.[necesită citare]
- Ciumac Angela, cântăreața de muzica ușoară. S-a născut, la 30 mai 1949 satul Cosăuți, raionul Soroca  Institutul de Arte „Gavriil  Musicescu" (actualmente – Academia de Muzică, Teatru și Arte Plastice) în clasa profesoarei Tamara Ciobanu. Solistă a Ansamblului vocal-instrumental „Ecou" al Centrului Tineretului de la Chișinău[necesită citare]
- Carauș Ștefan Iacov,  inginer la Centrul Resurselor Informaționale de Stat „Registru”. S-a născut la 1 aprilie 1952 în satul Cosăuți, raionul Soroca. Absolvent al Facultății de Matematică și Cibernetică a Universității de Stat Din Moldova. Mai apoi absolvent a Școlii Superioare  a Ministerului  Afacerilor Interne din Kiev, Institutul de Matematică Aplicată din Minsk, și Academia Ministerului Afacerilor Interne din orașul Moscova. A lucrat ca inginer, șef de secție, șef de direcție, șef a Direcției Informații. A realizat proiectul sistemului unic informațional al organelor de drept, a fost creată Banca Integrala de Date. Registrul de Stat al populației R.M. Este șeful adjunct al Comisiei Republicane de Reabilitare a Jertfelor Politice, membru al Comisiei Guvernamentale pentru crearea Sistemului Informațional Național al R.M. Este decorat cu Medalia „Meritul civic”.[necesită citare]

## Galerie de imagini

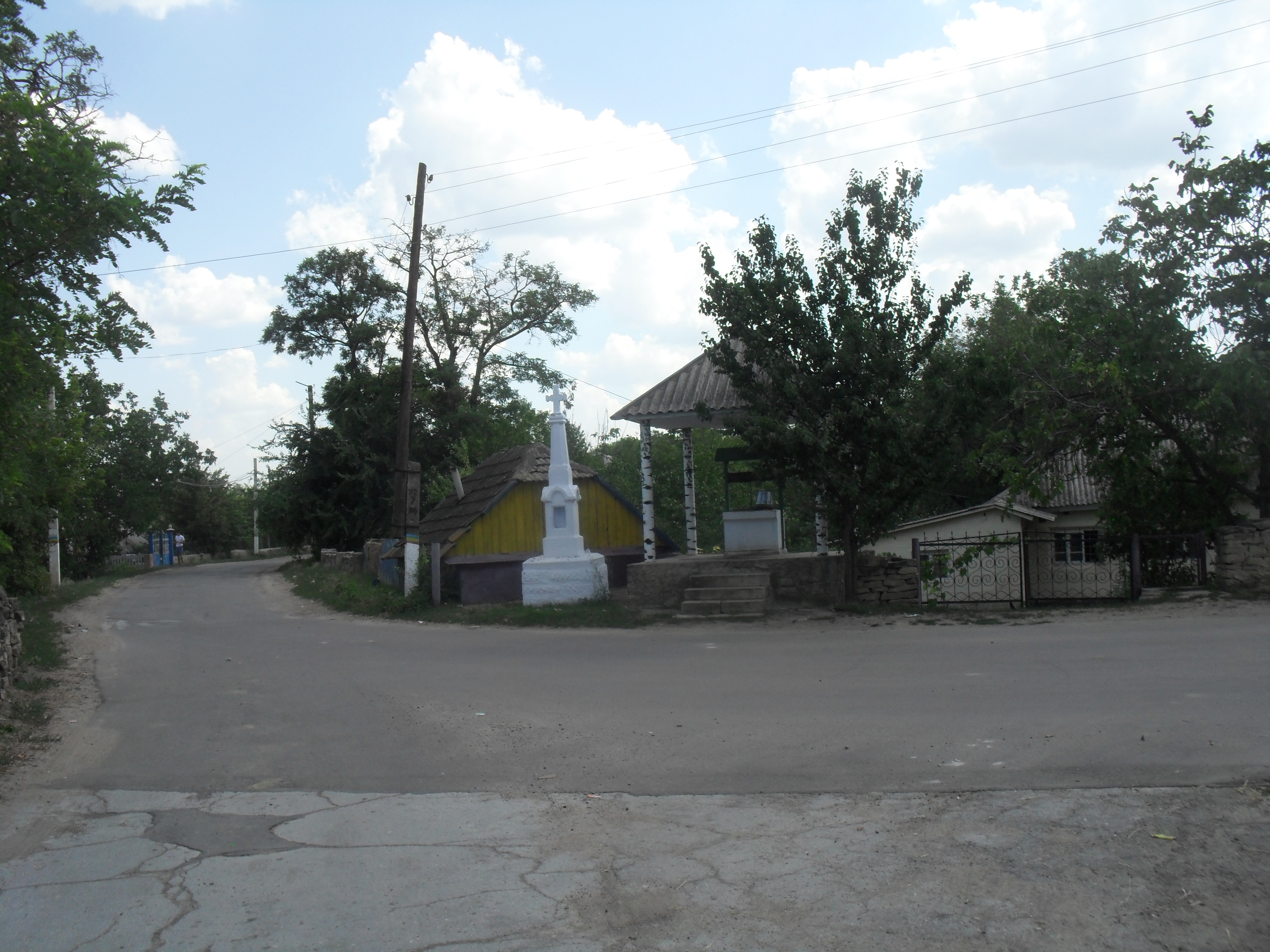
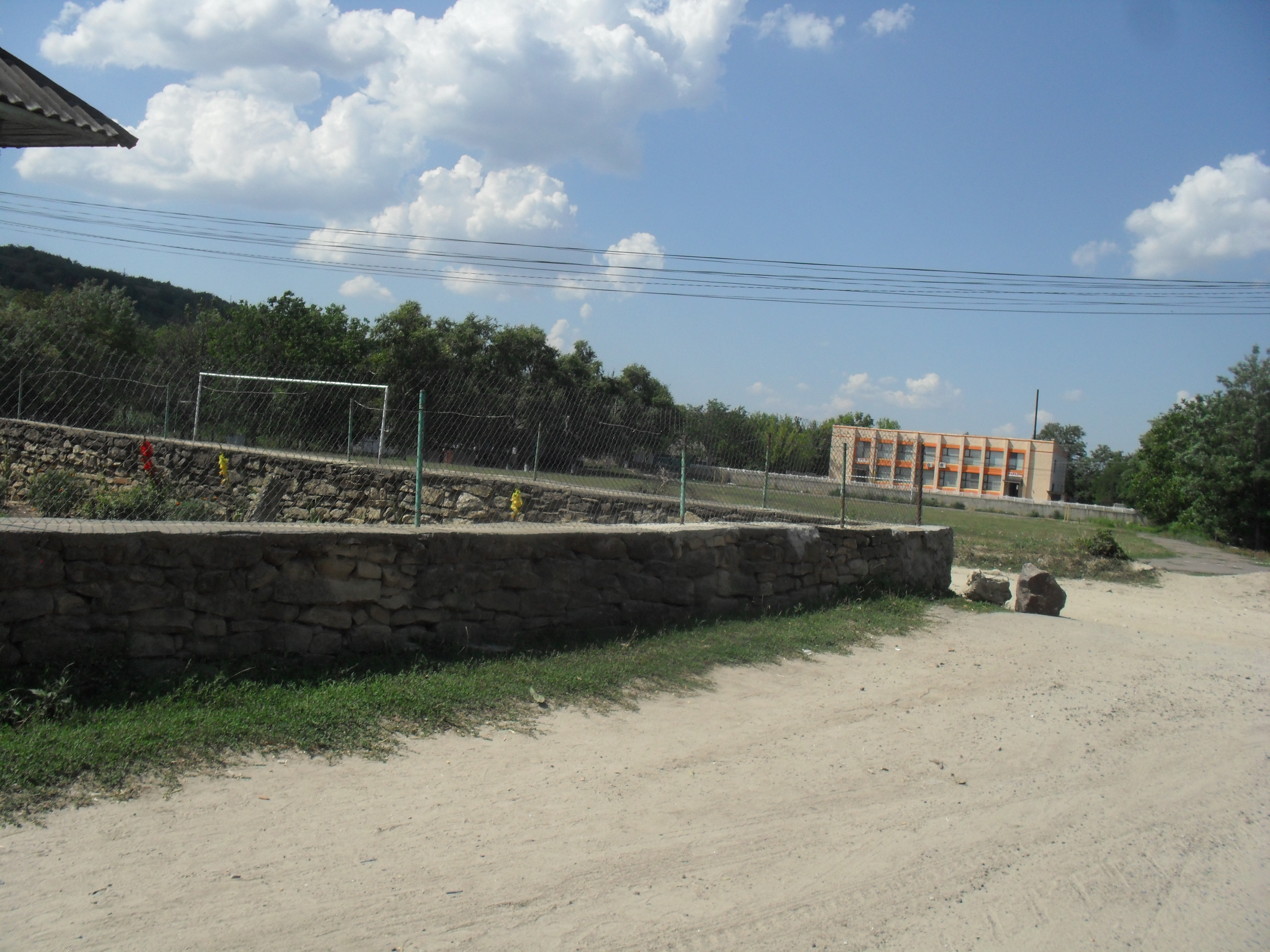
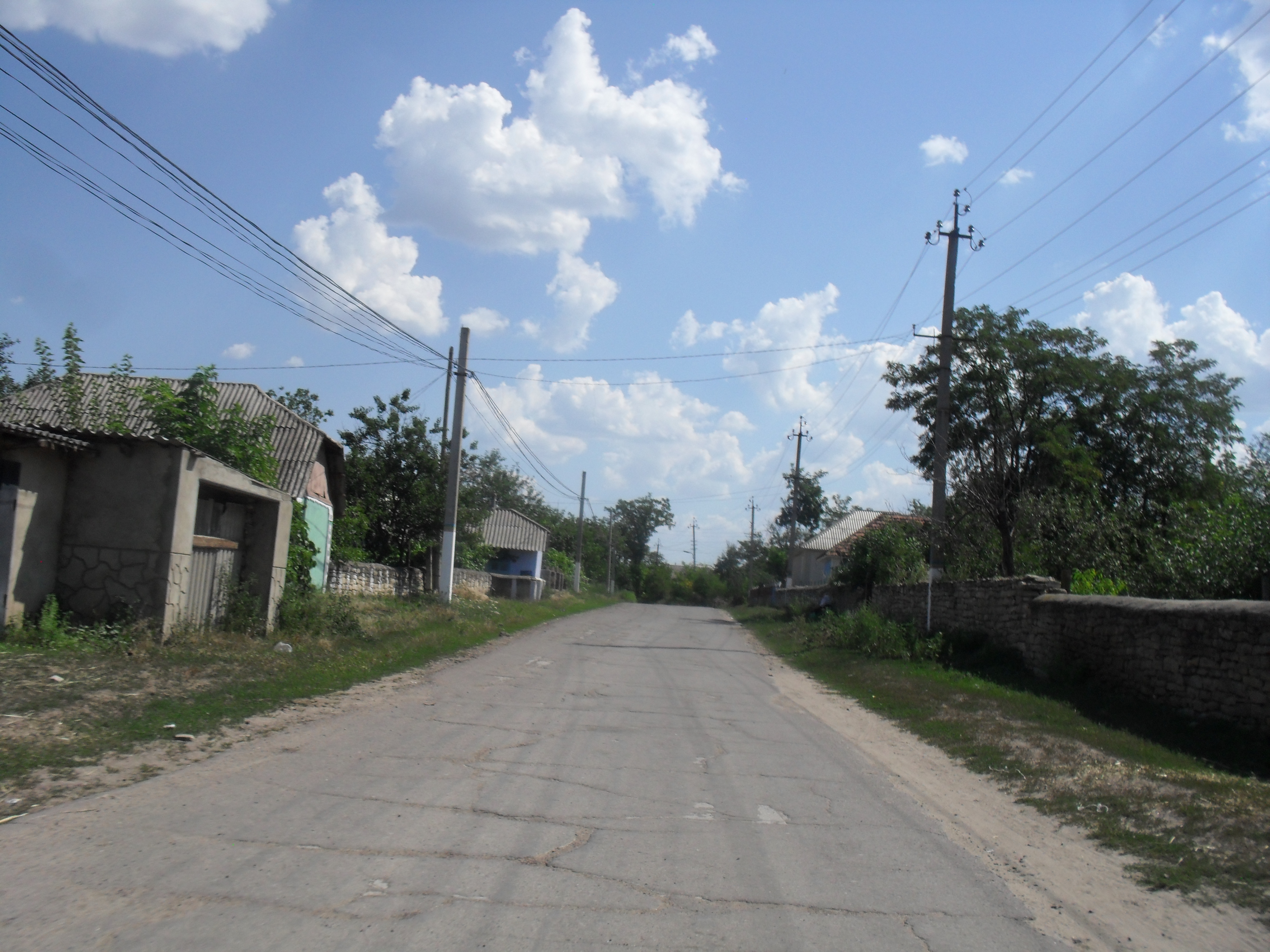
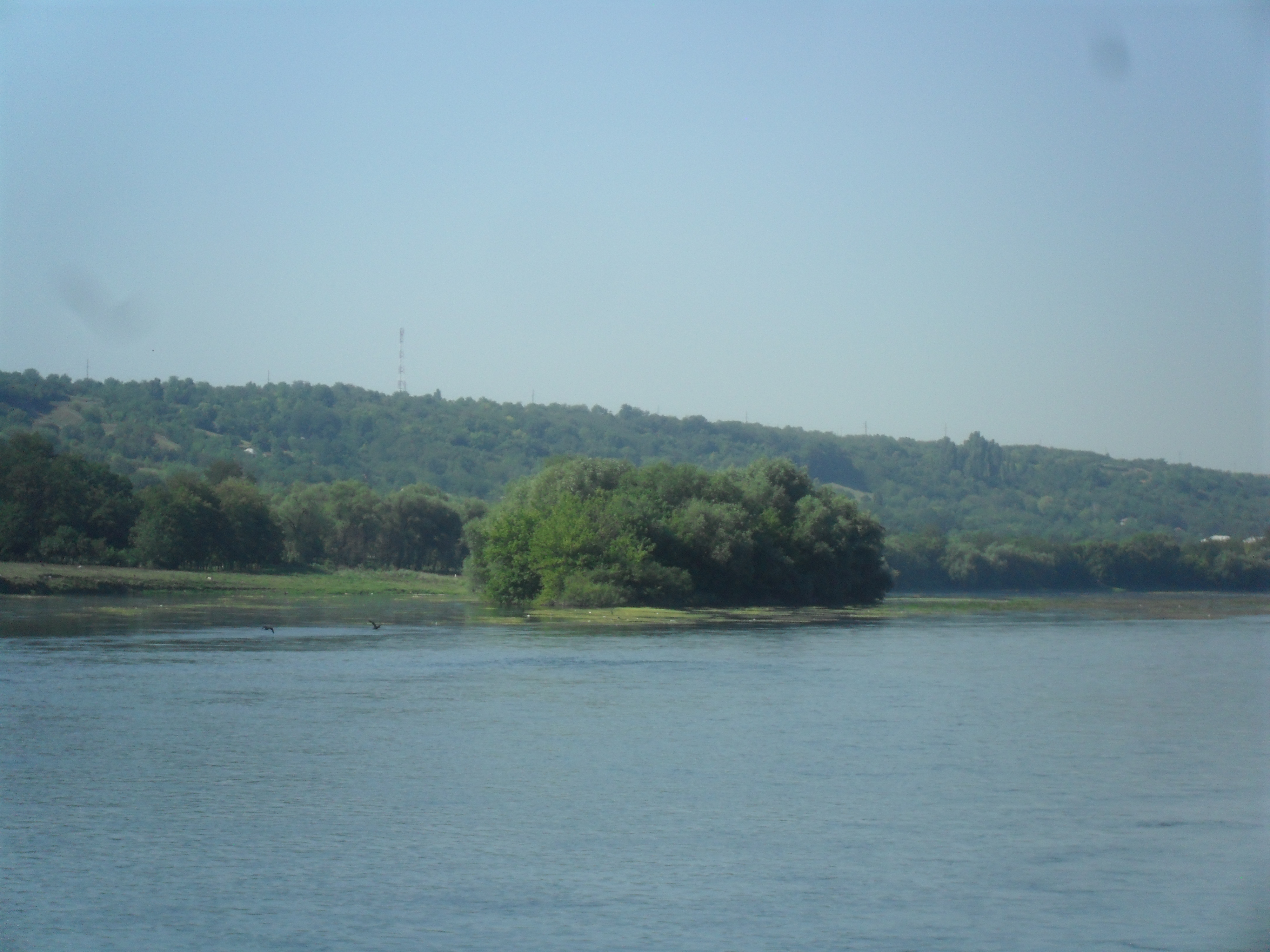
Nistrul la Soroca
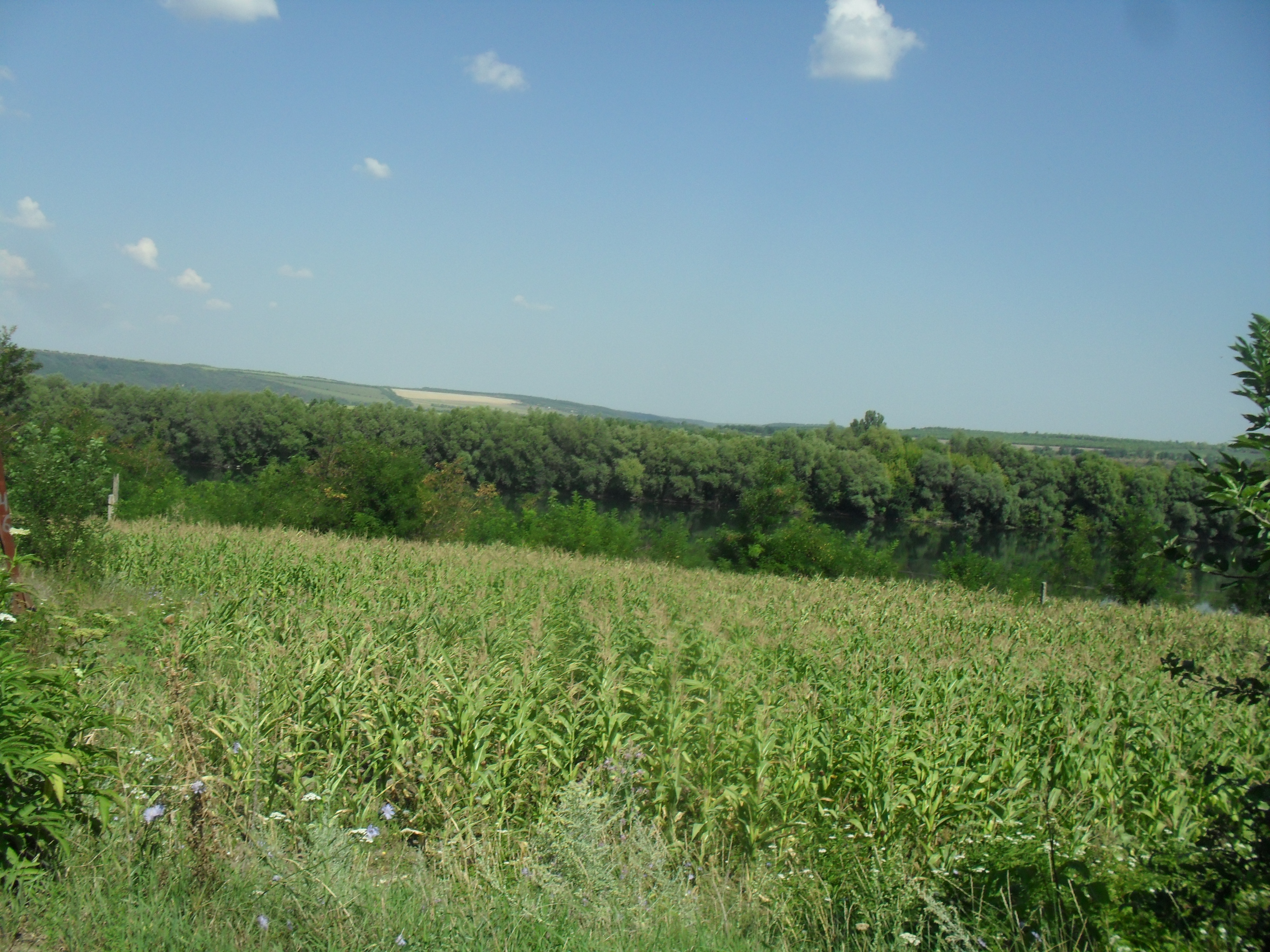
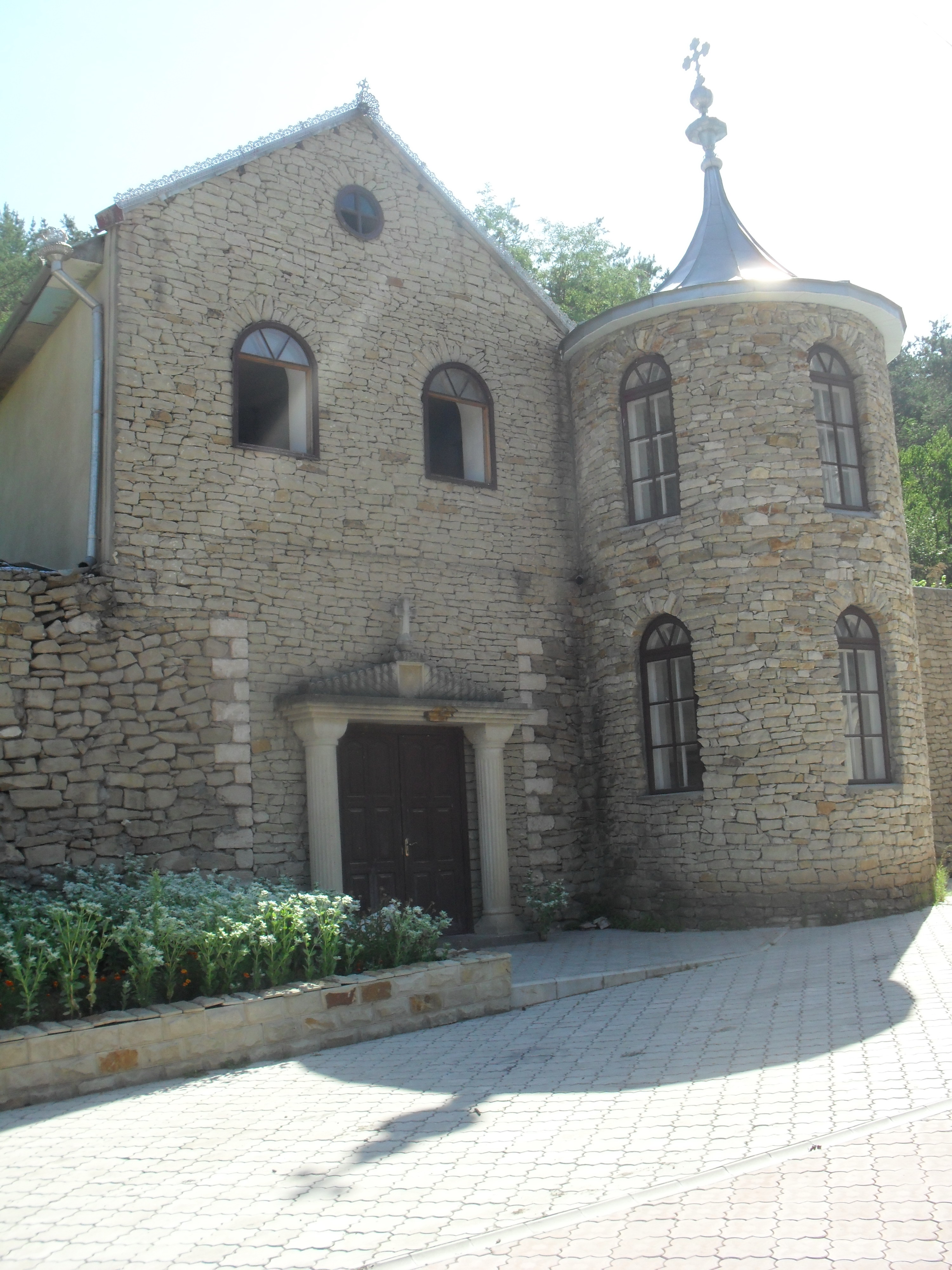
Mănăstirea Cosăuți
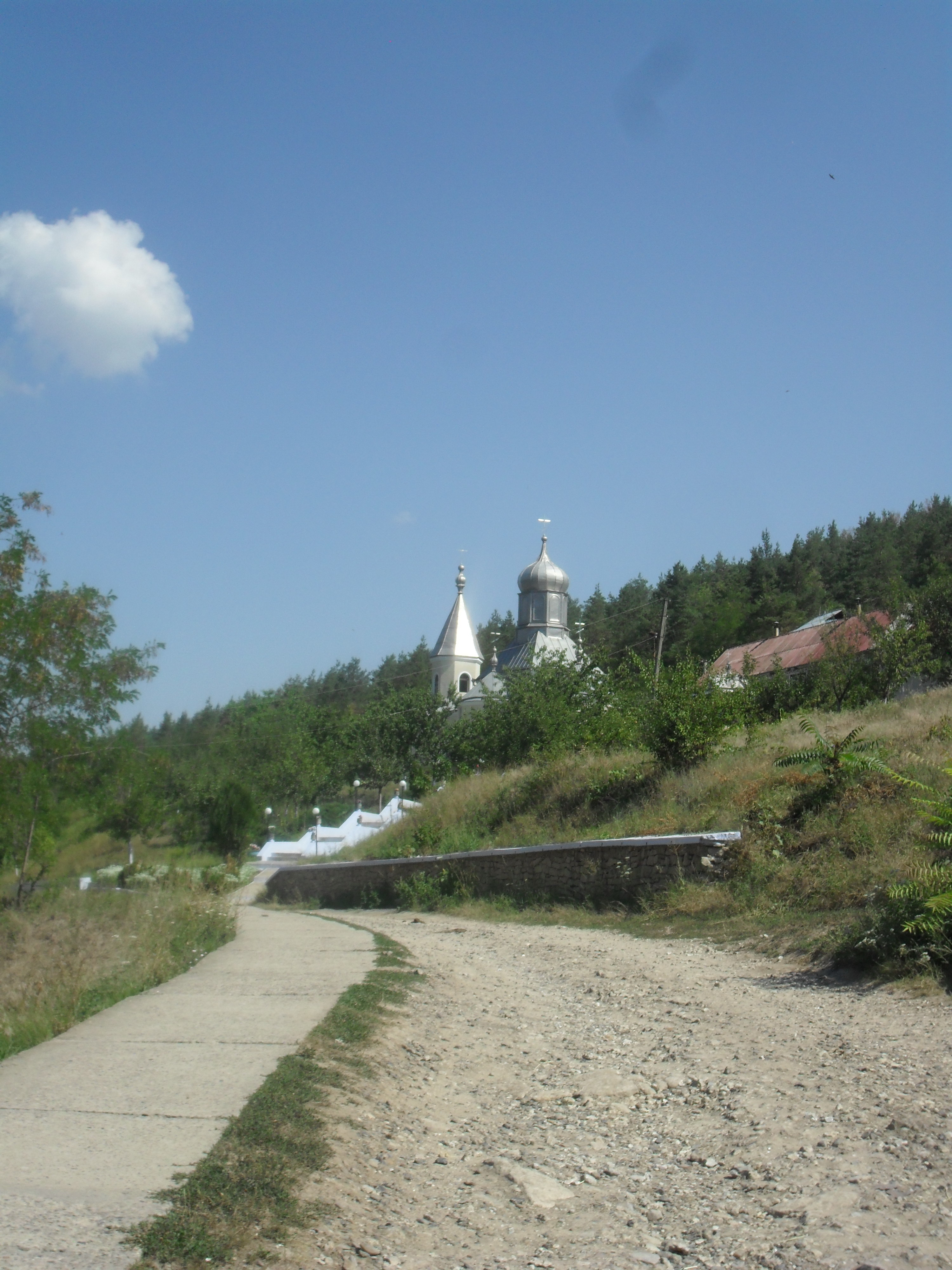
În deal spre mănăstire
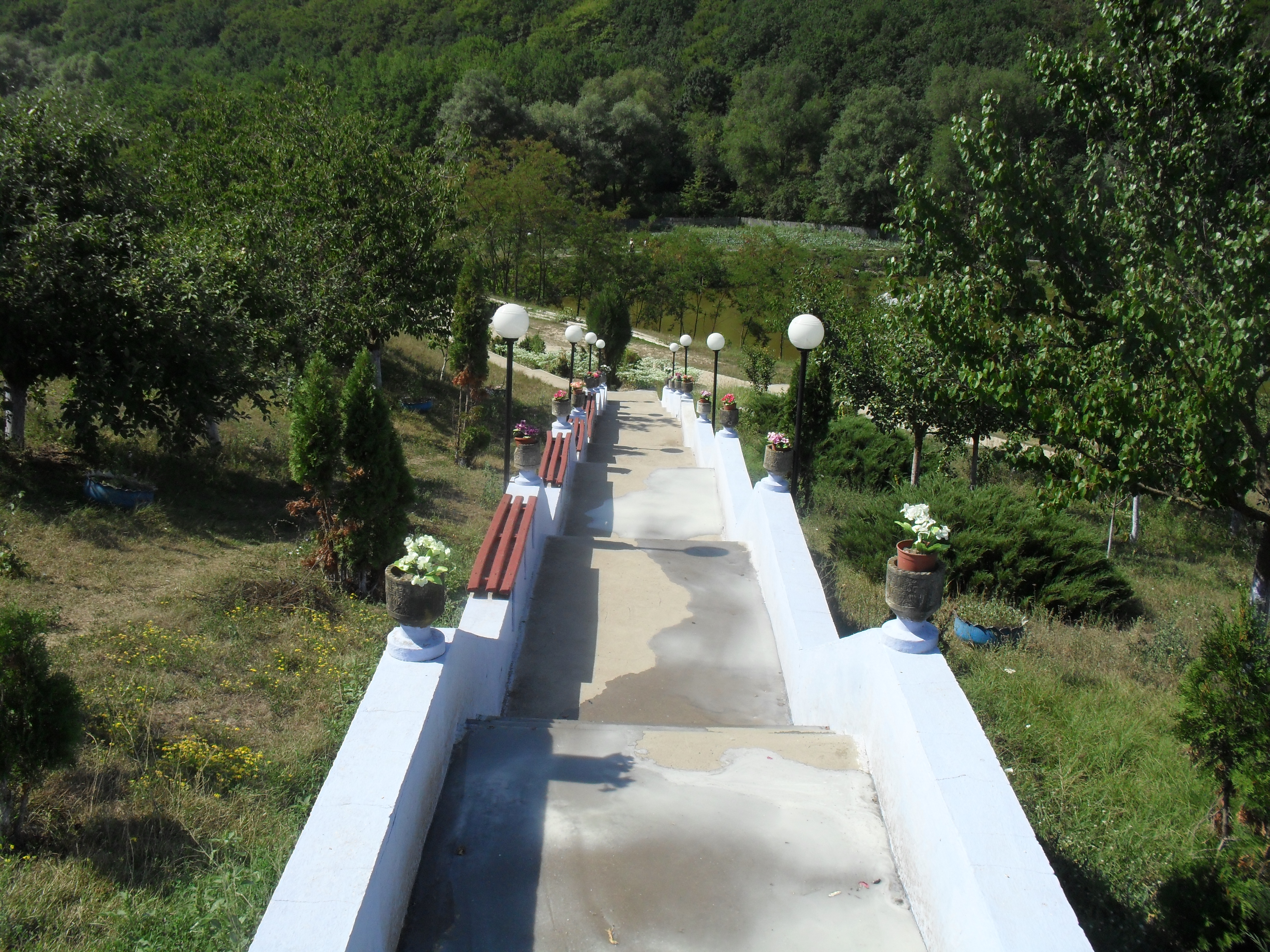
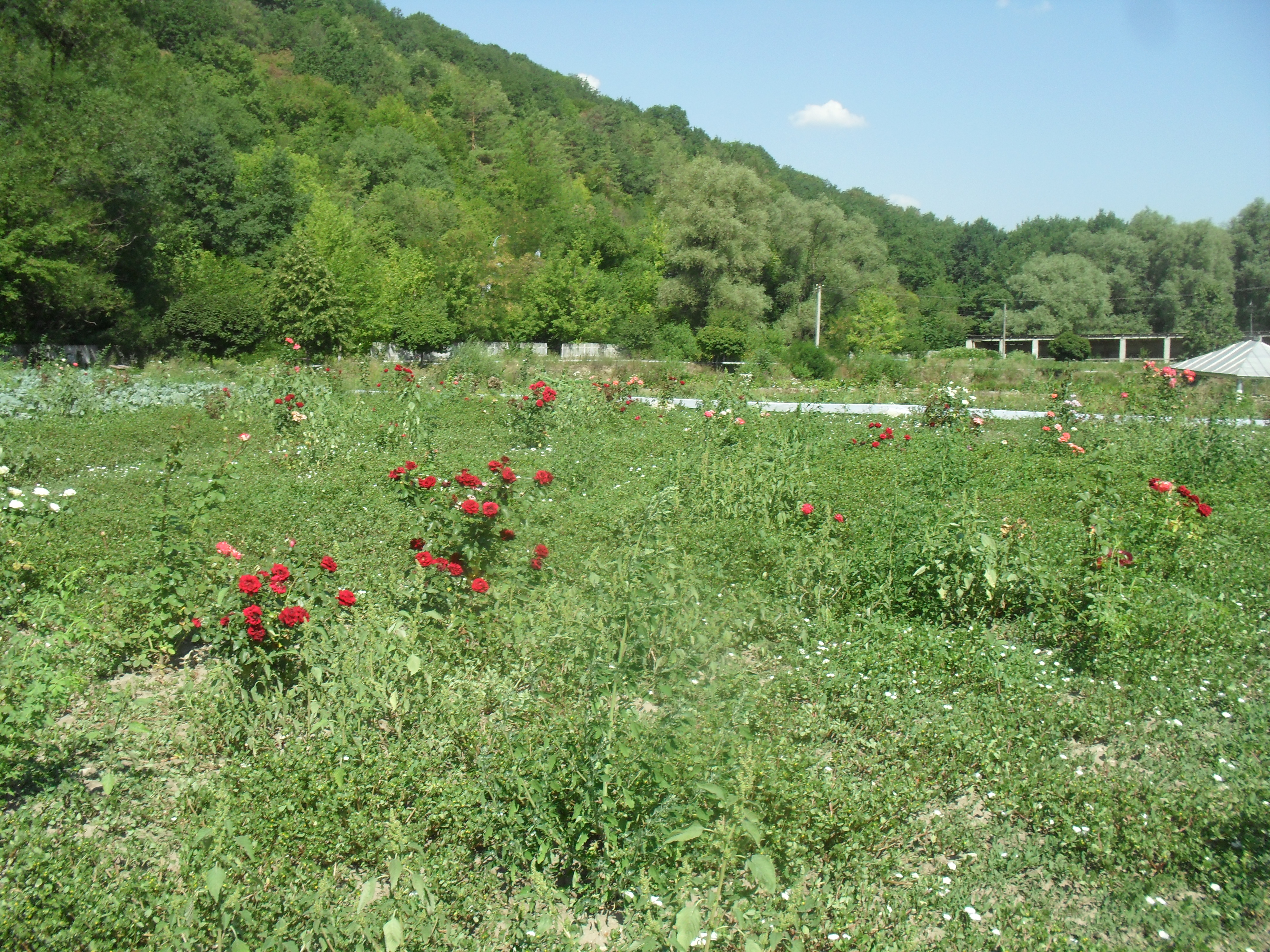
Pădurea mănăstirii